# Округ Алпина (Мичиген)
Округ Алпина (енгл. Alpena County) је округ у америчкој савезној држави Мичиген.

## Демографија
По попису из 2010. године број становника је 29.598, што је 1.716 (-5,5%) становника мање него 2000. године.
| Група             | 2000.          | 2010.          |
| Белци             | 30.626 (97,8%) | 28.623 (96,7%) |
| Афроамериканци    | 77 (0,2%)      | 79 (0,3%)      |
| Азијати           | 103 (0,3%)     | 152 (0,5%)     |
| Хиспаноамериканци | 181 (0,6%)     | 304 (1,0%)     |
| Укупно            | 31.314         | 29.598         |